# Bruchophagus microphtholmus
Bruchophagus microphtholmus is een vliesvleugelig insect uit de familie Eurytomidae. De wetenschappelijke naam is voor het eerst geldig gepubliceerd in 1876 door Thomson.